# Kym Carter
Pour les articles homonymes, voir Carter.
Kym Carter, née le 12 mars 1964, est une ancienne athlète américaine, pratiquant l'heptathlon et le pentathlon.

## Palmarès

### Jeux olympiques d'été
- Jeux olympiques d'été de 1992 à Barcelone ( Espagne)
  - 10e à l'heptathlon

### Championnats du monde d'athlétisme
- Championnats du monde d'athlétisme de 1991 à Tokyo ( Japon)
  - 20e à l'heptathlon
- Championnats du monde d'athlétisme de 1993 à Stuttgart ( Allemagne)
  - 6e à l'heptathlon
- Championnats du monde d'athlétisme de 1995 à Göteborg ( Suède)
  - 5e à l'heptathlon

### Championnats du monde d'athlétisme en salle
- Championnats du monde d'athlétisme en salle de 1993 à Toronto ( Canada)
  - 5e au pentathlon
- Championnats du monde d'athlétisme en salle de 1995 à Barcelone ( Espagne)
  -  Médaille d'argent au pentathlon
- Championnats du monde d'athlétisme en salle de 1997 à Paris ( France)
  -  Médaille de bronze au pentathlon